# Suavodrillia
Suavodrillia (лат.) — род мелких морских брюхоногих моллюсков из группы ценогастроподы (Caenogastropoda). Типовой вид Drillia kennicotti Dall, 1871, ныне Suavodrillia kennicotti (Dall, 1871).
Длина раковины 8 мм (Suavodrillia textilia). Встречаются в северо-западной (Suavodrillia declivis) и северной (Suavodrillia kennicotti) частях Тихого океана и в западной части Атлантического океана (Suavodrillia textilia) от умеренных до тропических вод. Донные моллюски. В жизненном цикле представителей рода нет личинки-трохофоры. Они безвредны для человека, их охранный статус не оценивался, объектами промысла не являются.

## Классификация
По данным World Register of Marine Species, на март 2025 года род включает 3 вида:
- Suavodrillia declivis (E. von Martens, 1880)
- Suavodrillia kennicotti (Dall, 1871)
- Suavodrillia textilia Dall, 1927